# Presław (Ukraina)
Presław (ukr. Преслав) – wieś na Ukrainie, w obwodzie zaporoskim, w rejonie berdiańskim, w hromadzie Prymorśk. W 2001 liczyła 2109 mieszkańców, wśród których 202 wskazało jako ojczysty język ukraiński, 1363 rosyjski, 1 mołdawski, 1 węgierski, 537 bułgarski, 1 białoruski, 2 gagauski, a 2 grecki.